# Harry Ellis
Harry Alistair Ellis (* 17. Mai 1982 in Wigston, Leicestershire) ist ein ehemaliger englischer Rugby-Union-Spieler. Er spielte als Gedrängehalb für die englische Nationalmannschaft und die Leicester Tigers.

## Karriere
Ellis begann seine Karriere mit sechs Jahren beim South Leicester RFC, spielte später ein Jahr für den Wigston RFC, bevor er 1997 in die Akademie der Tigers übernommen wurde. Er lief für die Regionalauswahl von Leicestershire auf und wurde auch für die Jugendnationalmannschaften Englands nominiert. Im Jahr 2001 lief er erstmals für die Herrenmannschaft der Tigers gegen Stade Toulousain auf und wurde am Ende seiner ersten Spielzeit zum Nachwuchsspieler der Saison ernannt.
Ellis gab im November 2004 sein Debüt für die Nationalmannschaft gegen Südafrika als Einwechselspieler. Er wurde in allen Spielen der Six Nations in den Jahren 2005, 2006 und 2007 eingesetzt. Aufgrund eines Bänderrisses im Knie konnte er nicht an der Weltmeisterschaft 2007 teilnehmen und kehrte erst im November 2008 in die Reihen Englands zurück.
Im Jahr 2009 wurde er für die Südafrika-Tour der British and Irish Lions nominiert. In diesem Jahr gewann er mit Leicester die englische Meisterschaft und erreichte das Finale im Heineken Cup, das jedoch gegen Leinster verloren ging.
Im Juli 2010 gab Ellis seinen Rücktritt bekannt und begründete dies mit andauernden Kniebeschwerden.